# Сергей Иванов (художник)
Сергей Стефанов Иванов (1882 – 1953) е български художник. В творчеството си застъпва жанровете портрет, натюрморт, пейзаж и голо тяло.

## Биография
Роден е на 13 май 1882 г. в Цариброд в чиновническо семейство. Гимназиалното си образование получава в Първа софийска мъжка гимназия.
През 1898 г. постъпва в Държавното рисувалното училище в школата за учители по рисуване и през 1907 г. го завършва с отличие. Там се съхраняват негови голи тела (актове), от които са се школували поколения художнически кадри. В периода 1905 – 1906 г. специализира живопис в класа на Лудвиг фон Льофц в Художествената академия в Мюнхен.
След завръщането си в България става учител във Втора софийска мъжка прогимназия, а през 1908 г. издържа държавния изпит за учителска правоспособност по рисуване и добива право за гимназиален учител. Постъпва във Втора софийска мъжка гимназия (1.10.1911 г.), където преподава рисуване до навършване годините за пенсия.
Член и основател на Дружеството на независимите художници. Взема редовно участие във всички годишни изложби на дружеството, а след завръщането си от Мюнхен, прави самостоятелна изложба в Тръпковата галерия в София.
Много от картините му са откупени от частни лица и държавни учреждения. Голяма част от тях, намиращи се в жилището му на бул. „Фердинанд“ №27 (сега бул. Васил. Левски №78), са напълно унищожени от бомбардировката на 10 януари 1944 г.
За заслуги към изкуството и образованието е награждаван два пъти с Орден за гражданска заслуга – през 1921 г. и 1938 г.

## Архивни документи
- Свидетелство от Художествената академия – Мюнхен, 1906 г.
- Орден 1921 г.
- Орден 1938 г.
- Кръщелно свидетелство, 1982 г.
- Свидетелство за средно художествено образование, 1902
- Свидетелство за висше художествено образование, 1907 г
- Свидетелство за висше художествено образование (Препис), 1907 г
- Свидетелство за правоспособност на гимназиален учител, 1908 г
- Венчално свидетелство, 1916 г.